# Campionato Dilettanti Emilia-Romagna 1958-1959
Il Campionato Nazionale Dilettanti 1958-1959 è stato il V livello del campionato italiano. A carattere regionale, fu il secondo campionato dilettantistico con questo nome, e il settimo se si considera che alla Promozione fu cambiato il nome assegnandogli questo.
Questi sono i gironi organizzati dalla Lega Regionale Emiliana per la regione Emilia-Romagna.

## Girone A

### Squadre partecipanti
| Squadra                | Città (provincia)           | Stagione 1957-1958 |
| ---------------------- | --------------------------- | ------------------ |
| Pol. "Alfiero Moretti" | Cesenatico (FO)             |                    |
| U.S. Alfonsinese       | Alfonsine (RA)              |                    |
| A.S.C.A.R. Bellaria    | Bellaria-Igea Marina (FO)   |                    |
| U.S. Castelbolognese   | Castelbolognese (RA)        |                    |
| A.P. "Ebro Masotti"    | Predappio (FO)              |                    |
| A.C. Forlimpopoli      | Forlimpopoli (FO)           |                    |
| A.C. Fusignanese       | Fusignano (RA)              |                    |
| U.S. "Mario Saetti"    | Savio di Cervia (RA)        |                    |
| A.C. Massalombarda     | Massalombarda (RA)          |                    |
| U.S. Meldolese         | Meldola (FO)                |                    |
| U.S. Mezzano           | Mezzano di Ravenna (RA)     |                    |
| A.C. Pro Lugo          | Lugo di Romagna (RA)        |                    |
| A.C. Riccione          | Riccione (FO)               |                    |
| U.S. Russi             | Russi (RA)                  |                    |
| S.S. Sammaurese        | San Mauro Pascoli (FO)      |                    |
| Pol. "Sergio Gridelli" | Savignano sul Rubicone (FO) |                    |

### Classifica finale
|  | Pos. | Squadra           | Pt | G  | V | N | P | GF | GS | DR |
|  | ---- | ----------------- | -- | -- | - | - | - | -- | -- | -- |
|  | 1.   | Riccione          | 47 | 30 |   |   |   |    |    |    |
|  | 2.   | "Alfiero Moretti" | 45 | 30 |   |   |   |    |    |    |
|  | 3.   | Massalombarda     | 42 | 30 |   |   |   |    |    |    |
|  | 4.   | Sammaurese        | 37 | 30 |   |   |   |    |    |    |
|  | 4.   | "Mario Saetti"    | 37 | 30 |   |   |   |    |    |    |
|  | 6.   | Russi             | 33 | 30 |   |   |   |    |    |    |
|  | 6.   | Meldolese         | 33 | 30 |   |   |   |    |    |    |
|  | 8.   | Bellaria          | 32 | 30 |   |   |   |    |    |    |
|  | 9.   | Alfonsinese       | 30 | 30 |   |   |   |    |    |    |
|  | 10.  | "Sergio Gridelli" | 29 | 30 |   |   |   |    |    |    |
|  | 11.  | Castelbolognese   | 26 | 30 |   |   |   |    |    |    |
|  | 12.  | Fusignanese       | 23 | 30 |   |   |   |    |    |    |
|  | 13.  | Pro Lugo          | 22 | 30 |   |   |   |    |    |    |
|  | 14.  | "Ebro Masotti"    | 20 | 30 |   |   |   |    |    |    |
|  | 14.  | Mezzano           | 20 | 30 |   |   |   |    |    |    |
|  | 16.  | Forlimpopoli      | 2  | 30 |   |   |   |    |    |    |

Legenda:

      Ammesso alle finali regionali.
  Retrocesso e in seguito riammesso.
Note:

Due punti a vittoria, uno a pareggio, zero a sconfitta.
Pari merito in caso di pari punti.

## Girone B

### Squadre partecipanti
| Squadra                              | Città (provincia)              | Stagione 1957-1958 |
| ------------------------------------ | ------------------------------ | ------------------ |
| S.P. Argenta                         | Argenta (FE)                   |                    |
| U.S. Bondenese                       | Bondeno (FE)                   |                    |
| S.S. Casalecchio                     | Casalecchio di Reno (BO)       |                    |
| Centese Calcio                       | Cento (FE)                     |                    |
| U.S. Corticella                      | Corticella (BO)                |                    |
| G.S. Imolese                         | Imola (BO)                     |                    |
| S.S. I.N.A.                          | Bologna                        |                    |
| Pol. Libertas Don Bosco              | Comacchio (FE)                 |                    |
| Pol. Molinella                       | Molinella (BO)                 |                    |
| A.C. Panigal                         | Bologna-Borgo Panigale         |                    |
| A.C. Persicetana                     | San Giovanni in Persiceto (BO) |                    |
| A.C. Portuense "Med.d'Oro G.Forlani" | Portomaggiore (FE)             |                    |
| S.C. Progresso                       | Castel Maggiore (BO)           |                    |
| S.S. Salus                           | Bologna                        |                    |
| Pol. Sabbioncellese                  | Copparo (FE)                   |                    |
| U.S. Vignolese                       | Vignola (MO)                   |                    |

### Classifica finale
|  | Pos. | Squadra               | Pt | G  | V  | N  | P  | GF | GS | DR  |
|  | ---- | --------------------- | -- | -- | -- | -- | -- | -- | -- | --- |
|  | 1.   | Imolese               | 43 | 30 | 19 | 5  | 6  | 70 | 33 | +37 |
|  | 2.   | Vignolese             | 42 | 30 | 18 | 6  | 6  | 55 | 24 | +31 |
|  | 3.   | Molinella             | 40 | 30 | 18 | 4  | 8  | 55 | 28 | +27 |
|  | 4.   | Argenta               | 36 | 30 | 12 | 12 | 6  | 37 | 25 | +12 |
|  | 5.   | Progresso             | 34 | 30 | 12 | 10 | 8  | 41 | 26 | +15 |
|  | 5.   | Portuense "G.Forlani" | 34 | 30 | 13 | 8  | 9  | 54 | 37 | +17 |
|  | 7.   | Casalecchio           | 33 | 30 | 11 | 11 | 8  | 37 | 37 | 0   |
|  | 8.   | Bondenese             | 32 | 30 | 11 | 10 | 9  | 42 | 38 | +4  |
|  | 9.   | Libertas Don Bosco    | 29 | 30 | 8  | 13 | 9  | 40 | 43 | -3  |
|  | 10.  | Sabbioncellese        | 26 | 30 | 8  | 10 | 12 | 35 | 41 | -6  |
|  | 10.  | Salus                 | 26 | 30 | 10 | 6  | 14 | 35 | 51 | -16 |
|  | 12.  | Centese               | 24 | 30 | 7  | 10 | 13 | 32 | 42 | -10 |
|  | 13.  | I.N.A.                | 23 | 30 | 10 | 3  | 17 | 37 | 44 | -7  |
|  | 13.  | Persicetana           | 23 | 30 | 6  | 11 | 13 | 27 | 47 | -20 |
|  | 15.  | Corticella            | 21 | 30 | 5  | 11 | 14 | 33 | 61 | -28 |
|  | 16.  | Panigal               | 14 | 30 | 3  | 8  | 19 | 32 | 85 | -53 |

Legenda:

      Ammesso alle finali regionali.
  Retrocesso e in seguito riammesso.
      Retrocesso in Prima Divisione.
Note:

Due punti a vittoria, uno a pareggio, zero a sconfitta.
Pari merito in caso di pari punti.

## Girone C

### Squadre partecipanti
| Squadra                      | Città (provincia)              | Stagione 1957-1958 |
| ---------------------------- | ------------------------------ | ------------------ |
| G.S. Bagnolese               | Bagnolo in Piano (RE)          |                    |
| G.S. Bozzolese               | Bozzolo (MN)                   |                    |
| A.S. Brescello               | Brescello (RE)                 |                    |
| A.C. Concordia               | Concordia sulla Secchia (MO)   |                    |
| U.S. Correggese Mangimi Coop | Correggio (RE)                 |                    |
| U.S. Fabbrico                | Fabbrico (RE)                  |                    |
| A.C. Fidenza                 | Fidenza (PR)                   |                    |
| U.S. Governolese             | Governolo di Roncoferraro (MN) |                    |
| S.S. Luzzarese               | Luzzara (RE)                   |                    |
| Pol. Marmirolo               | Marmirolo (MN)                 |                    |
| S.C. Rapid                   | Parma                          |                    |
| U.S. Reggiolo                | Reggiolo (RE)                  |                    |
| Sassuolo Sportiva            | Sassuolo (MO)                  |                    |
| U.S. Scandianese             | Scandiano (MO)                 |                    |
| Suzzara F.B.C.               | Suzzara (MN)                   |                    |
| U.C. Viadanese               | Viadana (MN)                   |                    |

### Classifica finale
|  | Pos. | Squadra                 | Pt | G  | V  | N  | P  | GF | GS | DR  |
|  | ---- | ----------------------- | -- | -- | -- | -- | -- | -- | -- | --- |
|  | 1.   | Viadanese               | 49 | 30 | 22 | 5  | 3  | 56 | 25 | +31 |
|  | 2.   | Fidenza                 | 38 | 30 | 12 | 14 | 4  | 53 | 34 | +19 |
|  | 2.   | Brescello               | 38 | 30 | 15 | 8  | 7  | 50 | 36 | +14 |
|  | 2.   | Marmirolo               | 38 | 30 | 16 | 6  | 8  | 62 | 37 | +25 |
|  | 5.   | Luzzarese               | 37 | 30 | 13 | 11 | 6  | 48 | 33 | +15 |
|  | 6.   | Suzzara                 | 34 | 30 | 13 | 8  | 9  | 40 | 32 | +8  |
|  | 7.   | Reggiolo                | 31 | 30 | 10 | 11 | 9  | 48 | 40 | +8  |
|  | 8.   | Sassuolo                | 29 | 30 | 10 | 9  | 11 | 37 | 33 | +4  |
|  | 8.   | Rapid                   | 29 | 30 | 9  | 11 | 10 | 41 | 48 | -7  |
|  | 10.  | Bozzolese               | 28 | 30 | 9  | 10 | 11 | 55 | 53 | +2  |
|  | 11.  | Scandianese             | 27 | 30 | 11 | 5  | 14 | 50 | 57 | -7  |
|  | 12.  | Correggese Mangimi Coop | 25 | 30 | 9  | 7  | 14 | 39 | 47 | -8  |
|  | 13.  | Governolese             | 24 | 30 | 9  | 6  | 15 | 40 | 64 | -24 |
|  | 14.  | Bagnolese               | 23 | 30 | 7  | 9  | 14 | 36 | 52 | -16 |
|  | 15.  | Concordia               | 16 | 30 | 4  | 8  | 18 | 42 | 67 | -25 |
|  | 16.  | Fabbrico                | 14 | 30 | 5  | 4  | 21 | 25 | 64 | -39 |

Legenda:

      Ammesso alle finali regionali.
  Retrocesso e in seguito riammesso.
      Retrocesso in Prima Divisione.
Note:

Due punti a vittoria, uno a pareggio, zero a sconfitta.
Pari merito in caso di pari punti.

## Girone finale
|  | Pos. | Squadra   | Pt | G | V | N | P | GF | GS | DR |
|  | ---- | --------- | -- | - | - | - | - | -- | -- | -- |
|  | 1.   | Imolese   | ?  | 0 | 0 | 0 | 0 | 0  | 0  | +0 |
|  | 2.   | Riccione  | ?  | 0 | 0 | 0 | 0 | 0  | 0  | +0 |
|  | 3.   | Viadanese | ?  | 0 | 0 | 0 | 0 | 0  | 0  | +0 |

Legenda:

      Campione emiliano del C.N.D.
Note:

Due punti a vittoria, uno a pareggio, zero a sconfitta.

## Verdetti finali
- Imolese, campione emiliano del Campionato Nazionale Dilettanti, è promosso in Serie D 1959-1960.
- Imolese e Riccione sono ammesse alle finali nazionali del Campionato Nazionale Dilettanti.
- Corticella e Concordia sono retrocesse in Seconda Categoria.
- Ebro Masotti o Mezzano ?, Fabbrico, Forlimpopoli e Panigal, retrocesse in Seconda Categoria, sono successivamente ammesse nella nuova Prima Categoria.